# Stephanopis cambridgei
Stephanopis cambridgei là một loài nhện trong họ Thomisidae.
Loài này thuộc chi Stephanopis. Stephanopis cambridgei được Tord Tamerlan Teodor Thorell miêu tả năm 1870.